# 安娜·奥托松
安娜·奥托松（瑞典語：Anna Ottosson，1976年5月18日—），瑞典女子高山滑雪运动员。她曾代表瑞典参加1998年、2002年和2006年冬季奥林匹克运动会高山滑雪比赛，获得一枚铜牌。